# Kulturåret 1839

## Händelser
- 21 januari – Åbo Svenska Teaters nya teaterhus invigs [1].
- 23 augusti – Spelåret 1839–40 inleds på Kungliga teatern i Stockholm med De gifta och Alphyddan.[2]

## Nya verk
- Emmas hjerta av Wilhelmina Stålberg
- Nicholas Nickleby av Charles Dickens.
- Det går an av Carl Jonas Love Almqvist utkommer vid jultid (skriven året innan).

## Födda
- 1 januari – Ouida (död 1908), engelsk författare.
- 19 januari – Paul Cézanne (död 1906), fransk målare.
- 11 februari – Augusta Braunerhjelm (död 1929), svensk dramatiker.
- 1 mars – Laura Netzel (död 1927), svensk tonsättare, pianist och dirigent.
- 2 mars – Victoria Boni (död 1909), svensk operasångare.
- 16 mars – Sully Prudhomme (död 1907), fransk poet, nobelpristagare i litteratur1901.
- 17 mars – Josef Rheinberger (död 1901), Liechtensteins mest berömde tonsättare, verksam större delen av sitt liv i Tyskland.
- 21 mars – Modest Musorgskij (död 1881), rysk tonsättare.
- 18 april – Lotten Edholm (död 1930), svensk tonsättare.
- 24 april – Fredrik Ahlstedt (död 1901), finländsk konstnär.
- 13 maj – Franz Michael Felder (död 1869), österrikisk folklivsskildrare.
- 21 juli – Jacob Hägg (död 1931), svensk sjöofficer och marinmålare.
- 26 juli – Max Auzinger (död 1928), tysk magiker och illusionist.
- 1 mars – Laura Netzel (död 1927), finländsk tonsättare och pianist.
- 7 maj – Elisha Albright Hoffman (död 1929), amerikansk sångförfattare och tonsättare.
- 4 september – Adolf Lindberg (död 1916), svensk gravör.
- 16 september – Carl Axel Ambjörn Sparre (död 1910), svensk friherre, kapten och konstnär.
- 30 oktober – Alfred Sisley (död 1899), fransk målare inom impressionismen.
- 30 december – Viktor Hartman (död 1898), svensk skådespelare och premiäraktör.
- okänt datum – Ida Jacobsson (död 1863), svensk operasångare.

## Avlidna
- 20 januari – Adolf Törneros (född 1794), svensk filolog.
- 7 februari – Karl August Nicander (född 1799), svensk författare och lyriker.
- 11 april – John Galt (född 1779), skotsk romanförfattare.
- 10 juni – Fernando Sor (född 1778), spansk tonsättare och gitarrist.
- 30 juni – Johan Olof Wallin (född 1779), svensk biskop och diktare.
- 2 oktober – Thomas Byström (född 1727), svensk musikpedagog, pianist, violinist och tonsättare.